# گنز
گنز روستایی در دهستان ایرندگان بخش ایرندگان شهرستان خاش استان سیستان و بلوچستان ایران است.

## جمعیت
بر پایه سرشماری عمومی نفوس و مسکن در سال ۱۳۹۵ جمعیت این مکان ۳۲۷ نفر (۱۱۴خانوار) بوده‌است.